# Monastero di Novodevičij
Il monastero di Novodevičij (in russo Новодевичий монастырь?, letteralmente "Monastero delle Nuove Vergini"), noto anche come monastero di Bogorodice-Smolenskij (Богоро́дице-Смоле́нский монасты́рь), è un istituto ecclesiastico di Mosca, edificato in stile barocco moscovita. Il nome venne concepito per differenziarsi da quello dell'ascensione, situato nel Cremlino. A differenza di altri conventi moscoviti, questo è rimasto quasi intatto fin dal diciassettesimo secolo. Nel 2004 venne inserito tra i patrimoni dell'umanità dell'UNESCO.

## Storia

### Periodo moscovita

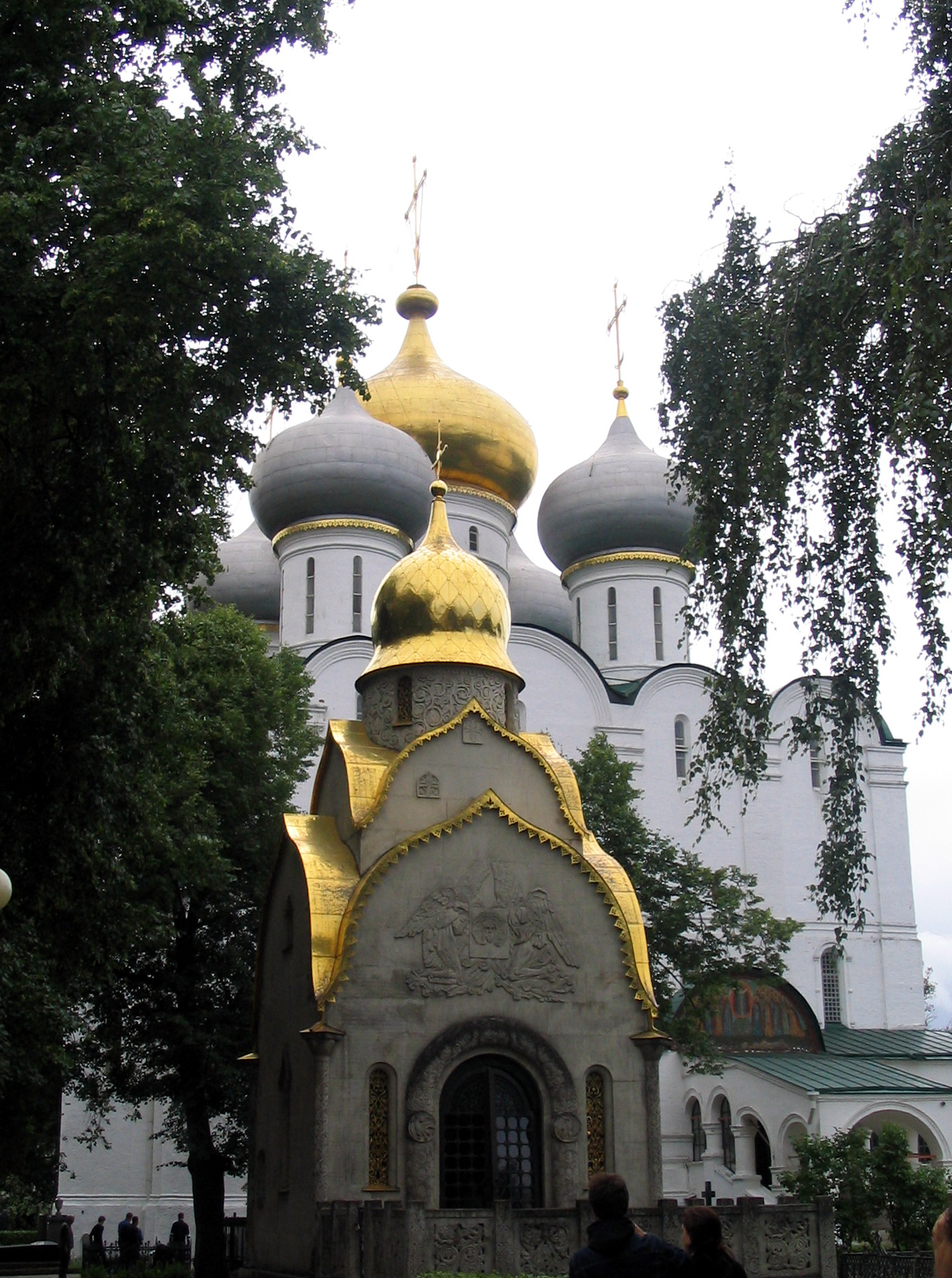
Vista di una cappella funeraria con la Cattedrale di Nostra Signora di Smolensk (XVI secolo) sullo sfondo.

Il monastero di Novodevičij venne fondato nel 1524 dal Gran Principe Basilio III per commemorare la conquista di Smolensk del 1514. Venne creato come fortezza su un'ansa del fiume Moscova e divenne una parte fondamentale del sistema difensivo meridionale della capitale, che già comprendeva numerosi altri monasteri. Dalla sua fondazione, al monastero di Novodevichy vennero assegnati 3.000 rubli e i villaggi di Achabinevo e Troparevo. Ivan il Terribile in seguito assegnò altri villaggi al monastero.

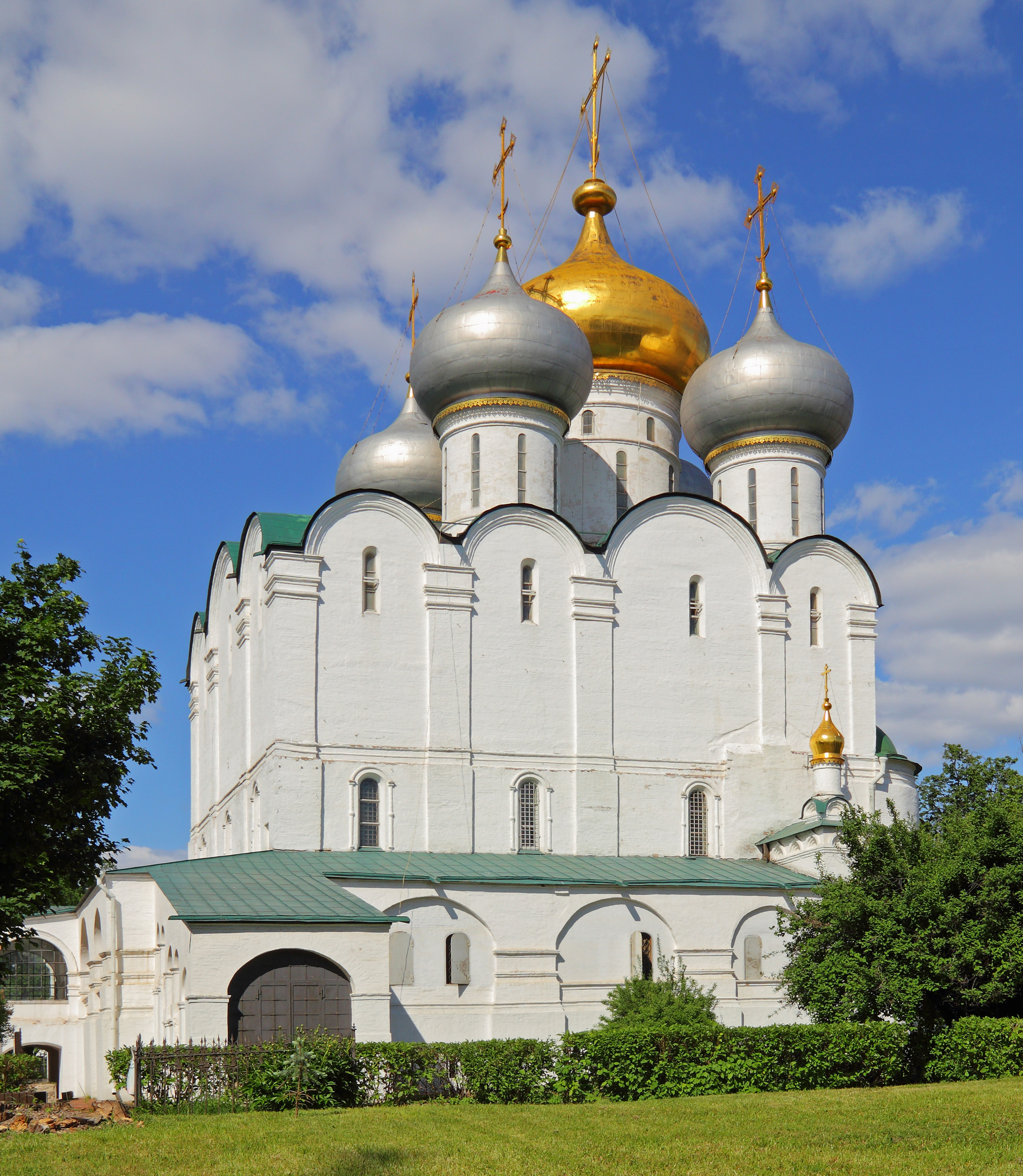

Il monastero era noto per dar rifugio a molte donne delle famiglie imperiali russe e della famiglia dei boiardi, che venivano spesso obbligate a prendere i voti, come ad esempio capitò alla moglie di Fëdor I, Irina Godunova (accompagnata dal fratello Boris Godunov prima che questi diventasse zar), a Sof'ja Alekseevna Romanova (sorella di Pietro il Grande), Evdokija Lopuchina (prima moglie di Pietro il Grande), ed altre. Nel 1610-1611 il monastero venne conquistato da polacchi guidati da Aleksander Gosiewski. Una volta liberato, lo zar decise quindi di dotarlo di una guarnigione permanente (100 strelizzi nel 1616, 350 soldati nel 1618). Alla fine del diciassettesimo secolo il monastero aveva assorbito 36 villaggi (per un totale di 164.215 desjatina di terreno) in 27 diversi uezd della Russia. Nel 1744 copriva una popolazione di 14.489 persone.

### Periodo imperiale

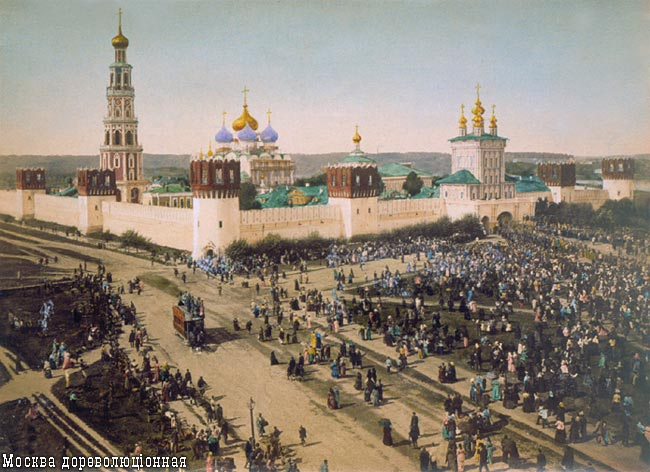
Cartolina russa anteriore al 1917 che mostra l'aspetto del monastero all'epoca

A metà del diciassettesimo secolo il monastero accolse altre monache provenienti dall'Ucraina e dalla Bielorussia. Nel 1721 alcune monache anziane, uscite dal movimento dei Vecchi credenti, trovarono rifugio presso il monastero. Nel 1724 funse da ospedale militare per soldati ed ufficiali dell'esercito russo, nonché da orfanotrofio femminile per trovatelli. Dal 1763 il monastero ospitò 84 monache tradizionali, 35 monache lavoratrici e 78 monache infermiere. Ogni anno lo Stato forniva al monastero 1.500 rubli, 1.300 quarti di pane, oltre a 680 rubli e 480 quarti di pane per gli oltre 250 bambini ospitati.
Nel 1812 l'armata di Napoleone tentò di abbattere il monastero, ma le monache riuscirono a salvarlo dalla distruzione.
Il monastero è stato citato spesso da Tolstoj nei suoi romanzi: in Guerra e pace Pierre dev'essere fucilato ai piedi delle mura del monastero, in Anna Karenina Konstantin Lëvin (il protagonista) incontra la futura moglie, Kitty, mentre sta pattinando nei pressi del monastero. Infatti il Parco delle Vergini (nome con cui ci si riferisce al prato antistante il monastero) era una delle più famose piste di pattinaggio della Mosca ottocentesca. Tolstoj stesso pattinò in questo parco nel periodo in cui viveva nel vicino distretto di Chamovniki.
Nel 1871 i fratelli Filatyev donarono fondi per la scuola degli orfani di "ignote origini". Il monastero ospitò anche due ricoveri per le monache anziane. Ne 1917 il monastero era abitato da 51 monache e 53 novizie.
Nei primi anni del novecento la Cattedrale venne restaurata dall'architetto preservazionista Ivan Maškov. 

### Periodo sovietico e post-sovietico

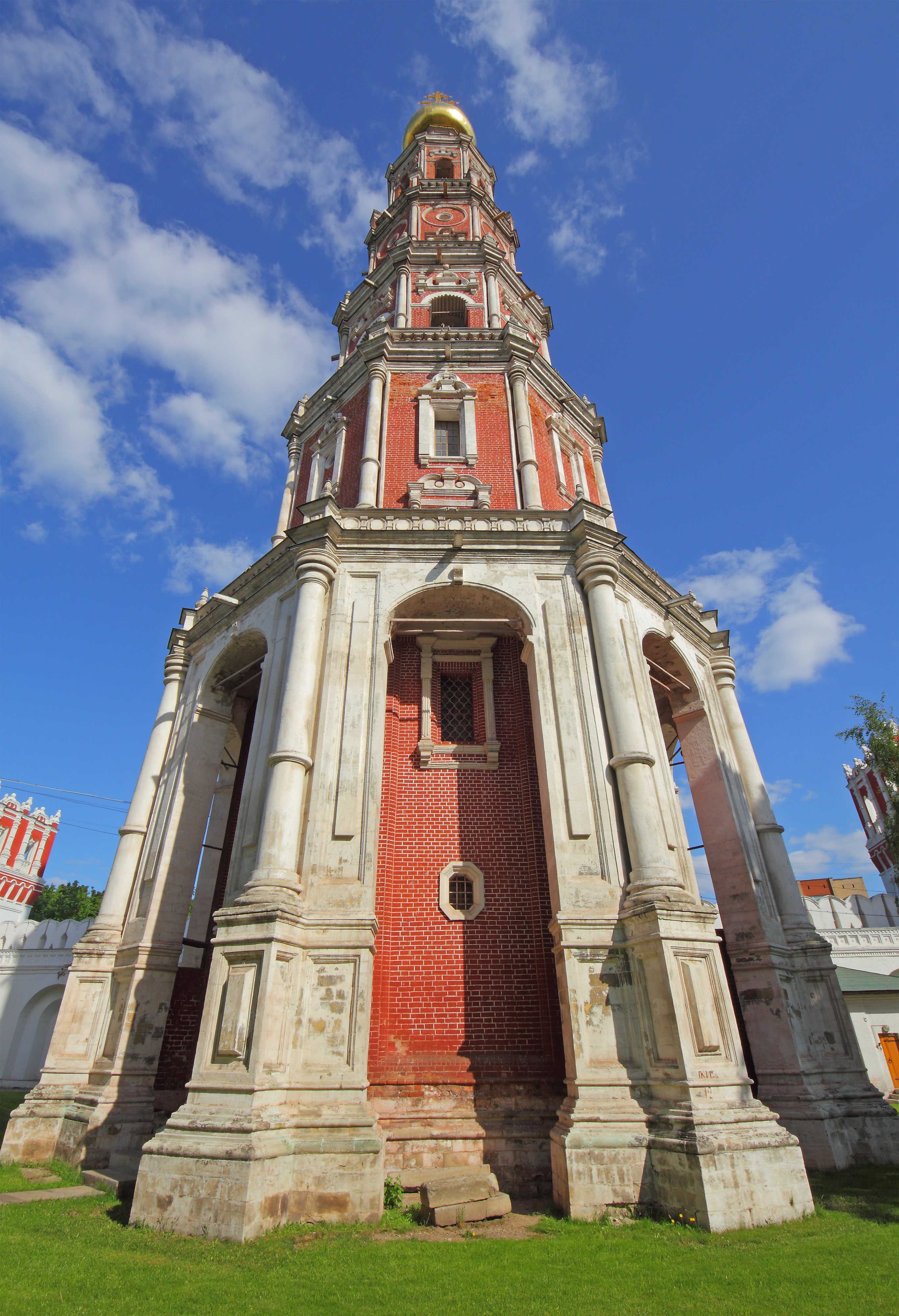
Il campanile ottagonale (1689-90)

Nel 1922 i bolscevichi chiusero il monastero di Novodevičij (la cattedrale venne chiusa in seguito, nel 1929) e lo trasformarono in Museo per l'Emancipazione della Donna. Nel 1926 il monastero è stato trasformato in museo storico ed artistico. Nel 1934 viene associato al Museo statale di storia e la maggior parte degli edifici vennero trasformati in appartamenti, permettendo al monastero di sfuggire alla distruzione. Diversi edifici fanno ancor'oggi parte del museo.
Nel 1943 quando Stalin iniziò a dialogare con la Chiesa ortodossa russa, autorizzò l'apertura di corsi di teologia presso il monastero. L'anno seguente i corsi si trasformarono in Istituto Teologico di Mosca e, nel 1945 i sovietici restituirono la Cattedrale dell'Assunzione ai fedeli.
Dal 1980 la residenza del Metropolita di Kruticy e Kolomna è stata spostata presso il monastero; nel 1994 le monache vi fecero ritorno e dall'anno successivo sono ripresi i servizi sacri in occasione della commemorazione del Santo patrono
Il 16 marzo 2015 nel monastero è divampato un incendio che ha causato danni al campanile.

## Monumenti

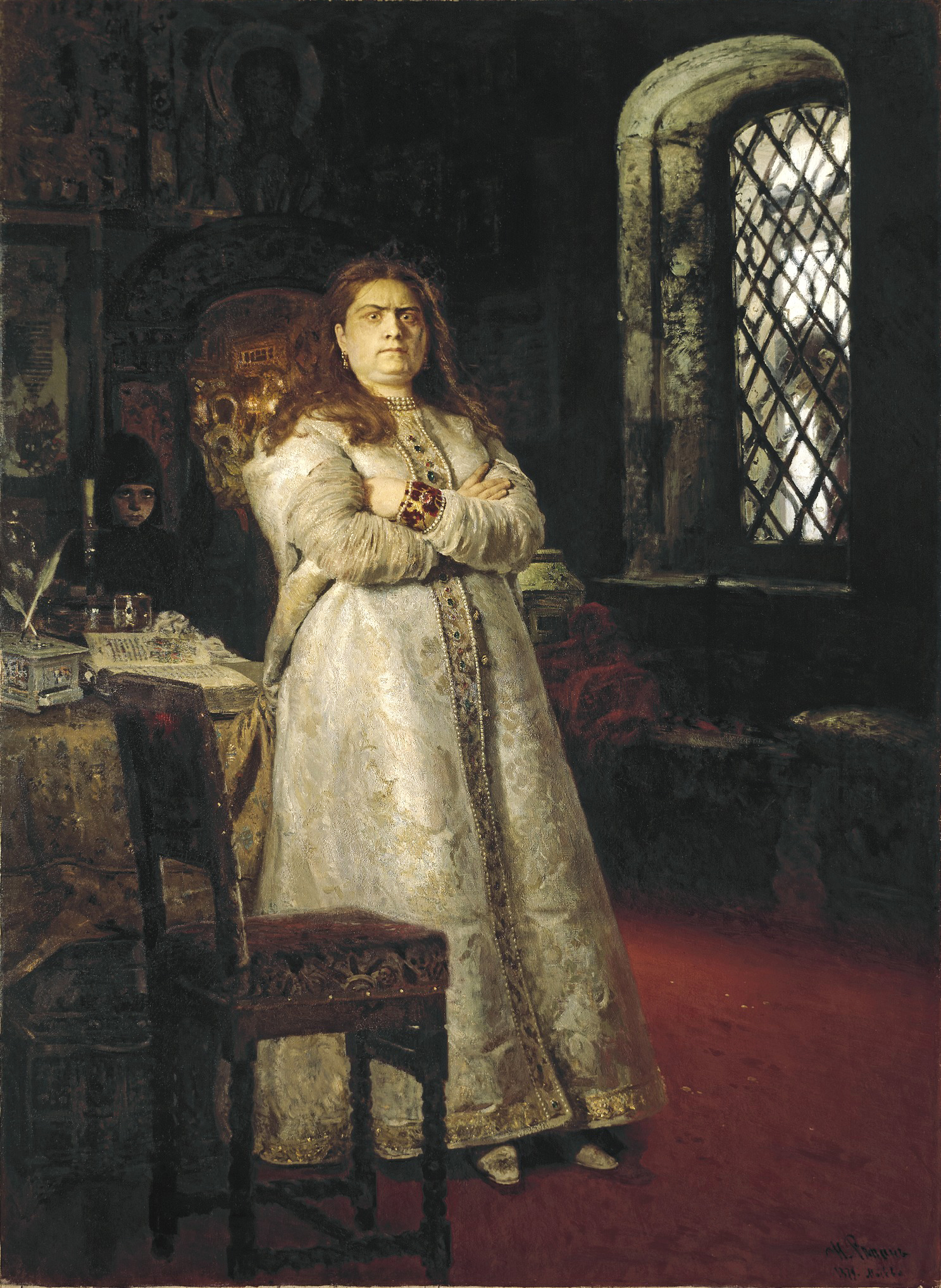
La zarina Sof'ja Alekseevna al monastero di Novodevičij (1879), opera di Il'ja Efimovič Repin

La struttura più antica del monastero è la cattedrale a cinque cupole e sei pilastri dedicata a Nostra Signora di Smolensk della quale, all'interno si conserva la celebre icona. I documenti permettono di datarne la costruzione al 1524-1525 ad opera di un architetto italiano; il pavimento innalzato, le enormi proporzioni e la proiezione del frontone centrale sono tipici delle cattedrali costruite sotto il regno di Ivan il Terribile.
Molti studiosi concordano sul fatto che la chiesa sia stata ricostruita nel 1550 o 1560; in precedenza era contornata da quattro piccole cappelle in uno stile che ricorda la Cattedrale dell'Annunciazione presente nel Cremlino. I suoi affreschi sono tra i più raffinati di Mosca. Negli anni 1683-85 vi furono installate un'acquasantiera ed un iconostasi a cinque piani, in legno dorato con scene intagliate. I primi quattro piani contengono icone cinquecentesche donate da Boris Godunov; il quinto contiene alcune icone create dai maggiori artisti russi del Seicento, tra cui Simon Ušakov e Fëdor Evtichievič Zubov.
La cattedrale è il punto focale del monastero nonostante la presenza di molti altri edifici sacri, molti dei quali edificati verso il 1680, quando il monastero venne rinnovato grazie alla volontà della reggente Sof'ja Alekseevna Romanova (che, ironia della sorte, vi venne in seguito incarcerata). Le mura rosse e le torri merlate, due chiese sopraelevate rispetto ai portoni, un refettorio ed i quartieri residenziali vennero tutti progettati in stile Barocco moscovita, probabilmente da Pëtr Potapov.
Un campanile sottile, anch'esso commissionato da Sof'ja, si sviluppa su sei piani per un totale di 72 metri, il che lo rende la struttura più alta della Mosca settecentesca (l'unico più alto è il Campanile di Ivan il Grande). Questa leggera struttura ottagonale contribuisce ad unificare il complesso in maniera armoniosa.

## Il cimitero

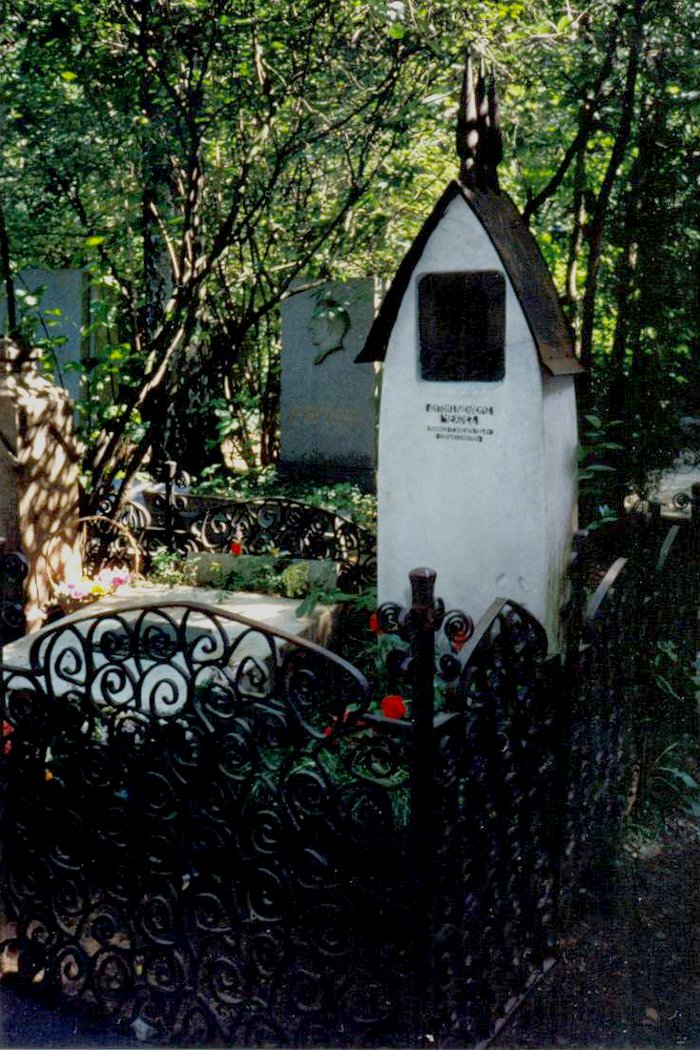
La tomba di Anton Čechov

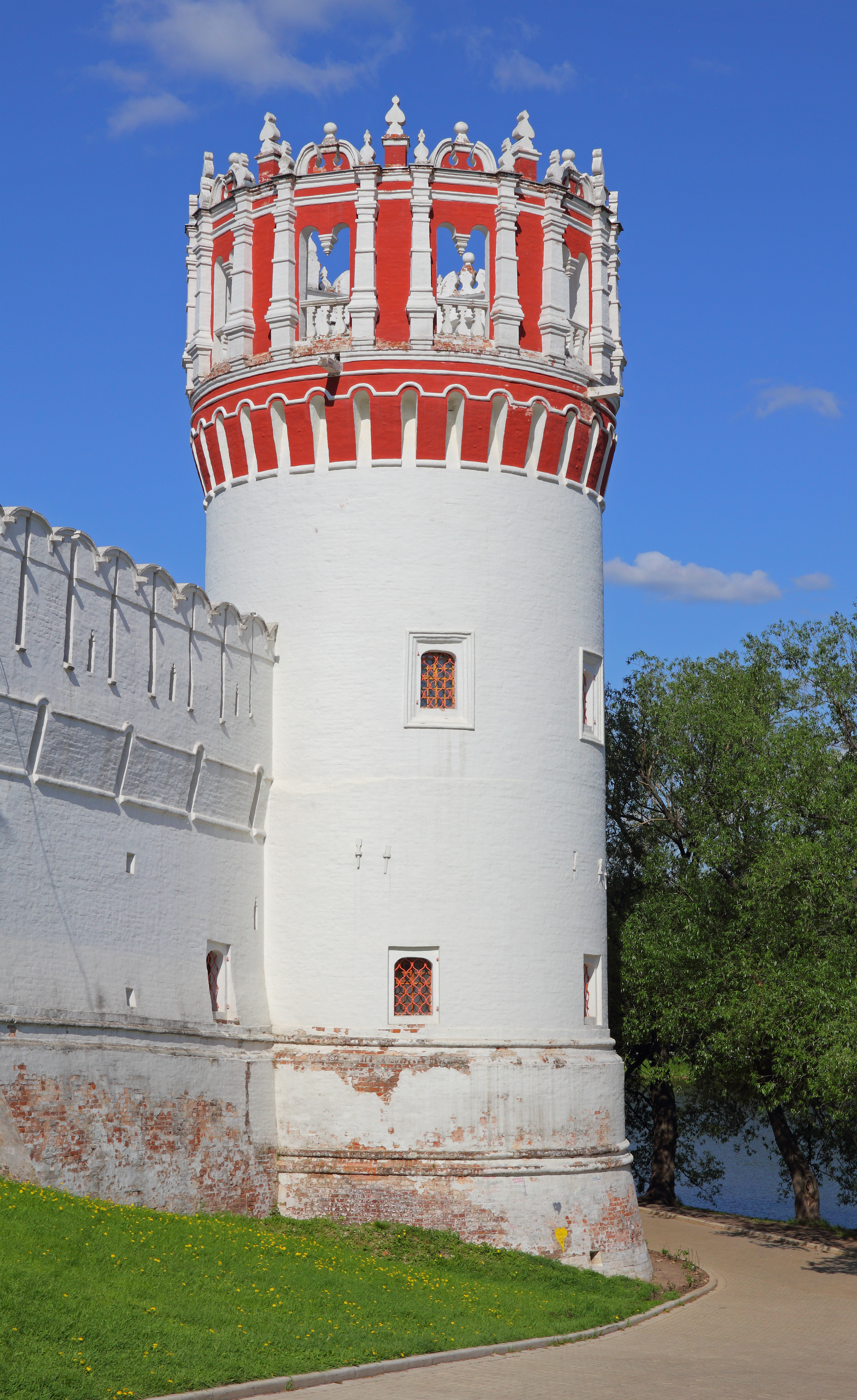
Torre Nadrudnaja

Come altri importanti monasteri moscoviti (ad esempio il monastero di Danilov o il monastero di Donskoy) il monastero di Novodevičij venne trasformato dalla nobiltà russa in luogo di sepoltura. Sergej Solov'ëv e Aleksej Brusilov furono gli unici due importanti moscoviti ad essere stati sepolti all'interno delle mura. Anche l'eroe napoleonico Denis Davydov venne sepolto nel terreno.
Nel 1898 il cosiddetto cimitero di Novodevičij venne aperto all'esterno delle mura. Anton Čechov fu uno dei primi personaggi interrati nella nuova necropoli, e anche Nikolaj Gogol' venne in seguito spostato qui. Anche Michail Bulgakov, autore de Il maestro e Margherita, è sepolto in questo cimitero. Durante l'epoca sovietica divenne il cimitero più esclusivo della Russia, grazie alla presenza di Pëtr Kropotkin, Nikita Chruščёv, Sergej Prokof'ev, Dmitrij Šostakovič, Konstantin Stanislavskij e David Ojstrach.